# Maria Gancha
A Maria Gancha é um ser maléfico do folclore português, ainda hoje referido com frequência no Minho. A Maria Gancha tem os braços em forma de gancho e vive no fundo dos poços. A Maria Gancha afoga os meninos que se aproximam do poço onde ela vive. Nas lendas de Maiorca ela chama-se Maria Enganxa. Enquadra-se num conjunto de criaturas chamado Medos ou Papões, por serem utilizados pelos pais e educadores para assustar as crianças, procurando limitar o seu raio de ação para prevenir que aquelas se aproximassem de locais perigosos. No caso da Maria Gancha, os poços eram os locais perigosos a evitar.